# 에이준
에이준(영어: A June, 1989년 ~ )는 대한민국의 힙합 프로듀서이다. 일본 시부야 및 라틴 아메리카 , 미국 등등 전세계를 무대로 활동중이며, 팀 A June & J Beat 멤버이자, 현재 일본 Introducing!Production, 네덜란드Chillhop에 아티스트로 소속되어있다. 그는 몽환적이고 SF요소를 담거나 팝아트적인 요소를 살리는 앨범아트를 주로 사용하고 있으며, 다양한 전세계 씬에서 활동하는 아티스트이며 다수의 컬쳐브랜드를 설립한 기획자이다.

## 바이오그래피
A June은 2006년 고등학교 시절 랩에 관심을 갖게되어, 자연스레 비트메이킹 및 외국 언더그라운드 힙합의 매력에 빠져 힙합에 빠지게되었다.
이후 랩퍼로써보다 프로듀서적인 면모를 갖추게 되어 2012년 우연한 기회에 프랑스 프로듀서 지인의 소개로 자신의 프로듀싱곡 Love is like를 미국의 Yallow Slaps과 함께 작업하게 되고, 그를 계기로 점차 해외씬에 관심을 갖게 된다.
그때 23살이던 그는 동시에 개인 의류 스토어를 운영중이였는데, 항상 누자베스 나 In Ya Mellow Tone 등의 멜로우한 곡들을 선곡하였고, 평소에는 비트메이킹에 몰두하여 매장내에 플레이하고는 하였다 , 그 당시 스케치하여 만들어진 곡들(Hard 2 Get, Do you know, Dreamers, Self Reflection 등등)은 이후 결과물로 완성되어 많은 그의 디스코그래피의 초석이 된다.
점차 일본을 주름잡던 해외 아티스트 The49ers, Avens, P.R, LHA, Nieve등과 곡작업에 박차를 가하던중 2012년 11월 제이비트와 만나게되고, 그 둘은 매일 매일을 몇시간씩 화상통화를 통하여 음악과 외적인 여러이야기를 나누던중 어렵지 않게 팀을 만들기로 한다. 그리하여 A June & J Beat가 만들어지고 특별한 소속사없이 첫 싱글 Hard 2 Get (Feat.Jas mace of The49ers) 등의 싱글을 성공적으로 발표한 뒤 더욱 많은 러브콜을 받게된다.
또한 그는 J Beat와 함께 일본 멜로우 힙합씬 외에도 하드코어 힙합, 호러 힙합 , 붐뱁힙합에도 많이 활약 하였는데 A.O.T.P의 원년 멤버 Virtuoso가 만든 Big bang Records에 에이준 앤 제이비트의 또다른 콜롬비아 국적 라틴 아메리카 힙합팀 넥브레이커즈가 소속되었던 점을 보더라도 알 수 있다.
Evil Intentions 및 전 Army of the pharaohs 디제이였던 DJ Drew Dollars 등과 호러 및 하드코어 힙합 앨범 Speacial EP를 발표한 이력이 있으며,  정식 하드코어 힙합 앨범을 제작하던 도중 열악한 씬의 환경때문에 자초되고 그들의 5인조 다국적 그룹 Neckbreakerz의 처음이자 마지막 앨범인 하드코어 힙합 앨범 'Ritmo De Los Asesinos'을 Snow Goons 및 C-Lance, JBL The Titan, Gavlyn, Main flow, Domingo, Virtuoso, N.B.S, Godilla 등과 함께 발매하게 된다. 화려한 피쳐링 및 프로듀서 진으로 큰 히트를 기대하였으나, 역시나 라틴아메리카 힙합씬 및 하드코어씬의 열악한 환경때문에 그는 좀더 에이준 앤 제이비트의 프로듀서 활동에 집중하기로 한다.
이 당시 그와 J Beat은 너무나 많은 장르를 좋아했기에 항상 다양한 스타일의 프로젝트를 동시해 준비하였고, 팀의 색에 대하여 많은 고민을 나눴다고 한다.
그리하여 틈틈이 준비하던 그들의 첫 정규앨범 소울풀한 붐뱁스타일의 앨범 Soul Store가 발매되었다. 콜롬비아의 유명 레게 뮤지션 Big Mancilla 및 Street Sound, 한국의 GLV 및 DJ Tiz, 타이완출신의 뉴욕랩퍼 Formo Sir, 미국의 하드코어한 힙합을 추구하는 Mic Daily, Tha Soloist 등등이 소울이라는 대명사안에 힙합이라는 장르로 만난 이 앨범은 붐뱁은 올드한 힙합이라는 국내 힙합팬들과는 달리 국내 음악 평론가들로 하여금 글로벌한 피쳐링진과 여러 언어과 사용되었지만 매끄러운 프로듀싱 진행으로 잘 풀어냈다는 좋은 호평을 받으며, 또다른 거대한 프로듀서팀의 가능성을 거론하였다.
이후 한국에는 다소 잘 알려지지 않은 라운지적인 요소를 담은 멜로우 힙합 앨범 Jazz Nature Vol.1 이 발매되고 Sound Waves 등의 히트로 인하여 국내 Jazz HipHop팬 들에게 점차 거론되기 시작했다. 동일 앨범 트랙중 Never Give Up 경우는 Nujabes로 잘알려진 Substantial이 참여하여 다시금 그의 프로덕션 섭외력에 다들 놀라게 되었는데, 이후 그들은 서로의 앨범에 8곡이 넘는 곡을 함께할 정도로 각별한 사이가 된다.
그리고 Dreamer라는 앨범에서 현재 가장 큰 멜로우 힙합시장인 일본에서 ITunes 1~2위를 항상 주름잡는 랩퍼들인 CL aka Chaotic Lynk, Substantial, Jas mace Of The49ers, Nieve, Noah King, Adikkal Of LHA 등이 피쳐링한 청량감이 돋보이는 2집 앨범 Dreamer가 발매되고, 타이틀곡 Livin` In The Sky은 몇일간 국내음원사이트에서 팝 추천곡으로 오를만큼 다양하고 세세한 플레이리스트는 국내에서 가장 재즈힙합을 정직하게 풀어낸 앨범이라는 칭호를 얻게된다.
그 즈음 그와 그의 Neckbreakerz는 많은 페스티벌에 초청되어 공연을 펼치지만 팀원간의 불협화음을 겪게 되고 결국 BigBang Records와도 결별하게 된다.
결속을 다지고 브라질 힙합씬에 발매를 위해 새 싱글을 준비하여 Hip Hop Chronicles (With Domingo & KRS-One)를 발매하게 되는데 그는 공식적으로 최초로 케이알에스원과 작업한 한국인 프로듀서가 된다.
이후 Neckbreakerz로는 별다른 활동이 없었고, Introducing! Production의 A&R 인 Tatuya kitagawa의 지속적인 권유로 일본내에 소속사에 계약하게 되고, 정식적인 데뷔앨범을 준비하기 시작한다.
동시에 Blue Bottle Records의 대표인 Soul Chef 및 소속 아티스트 Landon Wordswell의 요청으로 뉴질랜드 Blue Bottle Records 와의 합작 앨범
And All That Jazz를 한달만에 프로듀싱 및 레코딩, 믹싱 마스터링까지 소화해낸다.
국내 아티스트 강산여울과 함께한Hysteria (Single)이 있으며,제프버넷 그리고 Richard Raw, Landon Wordswell, SkyBlew 등과 Spring Love를 발매하였고 , A&R로써도 활약을 보이는데 정식 멜로우 힙합 컴필레이션인 힐링인더시티나잇(Healin` In The City Night) 1집과 1.5집을 총괄 프로듀싱하여 선보여 좋은 반응을 얻었다.
2014년 7월에는 일본 타워레코즈에서 앨범 A June & J Beat로 정식데뷔 및 일본 아이튠즈 상위권에 자리하였으며, Soul Store (B-Side) 및 Jazz Nature Vol.2 발매이후 같은해 9월에는 일본 시부야의 Goontrax의 유명 컴필레이션 앨범인 In Ya Mellow tone10에 참여곡이 수록되어 In Ya Mellow Tone10 Party에 참여하기도 하였다. 이후 싱글 Movin` On을 및 2015년 새 정규앨범 By Destiny를 발매하였고, 일본, 호주, 홍콩등에서 앨범 작업을 진행하여 이후 타워레코즈에 19장의 컴필레이션 참여 및 4집까지 정규앨범을 발표하였다.
그 외 216Project를 이루어 국내 외 정기고, EXO, 지아, 몬스타엑스, 우주소녀, 브라더수, 샵건, SamOck, Pismo와의 글로벌 콜라보 프로젝트 프로듀싱 및 서울시 성수동 CF을 음악을 작곡 참여하였고, 이 시기 기점으로 조금 더 프로듀서적인 측면이 돋보이게된다. 다른 공연이나 퍼포먼스는 비중이 적은편이나, 2016 IN YA MELLOW TONE 첫 내한 콘서트에 메인 라인업으로 공연하였고, 2017년은 서울국제뮤직페어 MU:CON 컨퍼런스 연사를 진행하여 얼굴을 비췄다.
그 후 250만 유튜브 구독자를 보유한 로파이 기반의 Chillhop 아티스트로 간간히 활동하였고, 현재는 이를 인연으로 Chillhop을 한국 정식 런칭하여 한국 총괄 파트장으로 활약하였다.
대표곡: Movin`On (Feat. AZitiZ), Marry Me (Feat. Sam Ock, Junggigo), Sound Waves, Love is like

## 디스코그래피
- 2012년 8월 17일 Love Is Like
- 2013년 2월 11일 Hard 2 Get
- 2013년 2월 27일 Epoch
- 2013년 4월 1일 Special EP
- 2013년 6월 26일 Ritmo De Los Asesinos
- 2013년 7월 22일 Soul Store
- 2013년 10월 16일 Jazz Nature Vol.1
- 2013년 12월 26일 Dreamer
- 2014년 2월 17일 Hip Hop Chronicles (With Domingo & KRS-One)
- 2014년 2월 26일 And All That Jazz [뉴질랜드 레이블 Blue Bottle Records 합작앨범]
- 2014년 3월 3일 Mil Y Una lagrima [전체 프로듀싱 참여]
- 2014년 5월 8일 Hysteria
- 2014년 5월 30일 Spring Love
- 2014년 7월 1일 Healin` In The City Night . 1 (힐링인더시티나잇 1집) [트랙참여 및 총괄프로듀싱및 A&R참여]
- 2014년 7월 18일 Soul Store (B-Side)
- 2014년 8월 13일 Healin` In The City Night . 1.5 (힐링 인더 시티나잇 1.5집) [총괄프로듀싱 및 A&R참여]
- 2014년 9월 5일 Jazz Nature Vol.2
- 2014년 9월 16일 In Ya Mellow Tone, Vol.10
- 2014년 10월 2일 Movin`On (Single)
- 2014년 12월 3일 Introducing Mellow Tres (일본 컴필레이션) [트랙참여]
- 2015년 1월 12일 By Destiny (정규)
- 2015년 4월 15일 Another Story (정규)
- 2016년 6월10일 Time Traveler (정규)
- 2016년 7월 17일 Take My Soul (EP)
- 2016년 8월 12일 Book Of Days By A June & J Beat - Dreamer (With Soundstream) (정규)
- 2016년 10월 19일 Time Traveler (일본 한정판)
- 2016년 12월 14일 Various Artists - IN YA MELLOW TONE 10 (일본 컴필레이션) [트랙참여]
- 2016년 12월 14일 Various Artists - IN YA MELLOW TONE 11 (일본 컴필레이션) [트랙참여]
- 2016년 12월 14일 Various Artists - IN YA MELLOW TONE 12 (일본 컴필레이션) [트랙참여]
- 2016년 11월 28일 Book Of Days By A June & J Beat - Time Traveler (With 216Project) (정규)
- 2017년 5월 11일 January to October (/w OCTOBER) (정규)
- 2017년 9월 20일 DJ KIYO - Smooth Sailing (일본 컴필레이션) [트랙참여]
- 2017년 10월 18일 January to October (일본 한정판)
- 2018년 3월 21일 Various Artists - Mystic Voyage Morning (일본 컴필레이션) [트랙참여]
- 2018년 11월 21일 DJ KENTA - Emotional Dawn (일본 컴필레이션) [트랙참여]
- 2019년 3월 6일 Various Artists - IN YA MELLOW TONE × W'z (일본 컴필레이션) [트랙참여]
- 2019년 9월 18일 216Project's Life (일본 한정판)

2019년 기준 221개 앨범제작, 400여곡 작곡 참여, 기획앨범 KozyPop, 컴필레이션 앨범 힐링인더시티나잇 기획 제작